# Simone Thust
Simone Thust (* 22. September 1971 in Grimma) ist eine ehemalige deutsche Leichtathletin, die sich auf das Gehen spezialisiert hatte.

## Sportliche Karriere
Simone Thust wechselte Ende 1985 von der BSG Einheit Grimma zum SC DHfK Leipzig. 1990 startete sie für den TSC Berlin. Ab 1991 trat sie für den LAC Halensee Berlin an. Bei den Juniorenweltmeisterschaften 1990 in Plowdiw gewann Thust im Trikot der DDR die Bronzemedaille im 5-km-Gehen.
Im 5-Kilometer-Straßengehen erreichte sie einmal bei DDR-Meisterschaften und zweimal bei Deutschen Meisterschaften eine Platzierung unter den besten drei Athletinnen. Im 10-Kilometer-Straßengehen war sie einmal Dritte in der DDR und fünfmal im wiedervereinigten Deutschland. In der Halle war sie in der DDR einmal Dritte und ab 1991 dreimal Dritte und zweimal Zweite. Bei den Deutschen Meisterschaften 1992 und 1993 gewann die Mannschaft von Halensee Berlin mit Beate Anders, Simone Thust und Sandra Priemer den Titel. 1994 und 1995 war diese Mannschaft die einzige in der Wertung.
Thust trat 1990 bei einem Länderkampf für die DDR an, von 1991 bis 1996 startete sie bei 15 Meisterschaften und Länderkämpfen im deutschen Nationaltrikot. Bei den Halleneuropameisterschaften 1992 in Genua erreichte sie das Finale und belegte den zehnten Platz im 3000-Meter-Bahngehen. 1993 bei den Weltmeisterschaften in Stuttgart belegte Thust den 35. Platz im 10-km-Straßengehen. Im Jahr darauf bei den Europameisterschaften 1994 in Helsinki kam sie als 19. in die Wertung. 1995 bei den Weltmeisterschaften in Göteborg wurde sie 29. Sie rückte später nach Disqualifikation einer Chinesin einen Platz nach vorn.